# 관 (문장학)
관(crown)은 문장학에서 문장의 구성요소 중 하나다. 방패 속에 그려지는 도형(charge)의 일종으로서 관이 그려지기도 하지만, 여기서는 방패 위에 그려져 문장 소지자의 격을 나타내는 관을 위주로 서술한다.
문장에 사용되는 관의 종류는 각 국가별로 다르며, 등작마다 사용할 수 있는 관이 엄격하게 정해져 있었다. 실제로 착용하는 관과 문장의 관이 일치하는 경우도 있지만, 벨기에처럼 실제로는 관을 착용하지 않으면서 문장에서만 관을 사용하는 경우도 있고, 노르웨이처럼 실제로 착용하는 관과 문장의 관이 전혀 다르게 생긴 경우도 있다.
서양에서는 지자체의 휘장에 관이 씌어진 경우도 있다.

## 영연방식 용법
영연방에서는 국왕의 관만 "관(크라운)"이라고 하고, 왕세자 이하 나머지 귀족들의 관은 "소관(코로넷)"이라고 부른다. 국왕관과 왕세자소관은 백합과 십자가들로 주위가 장식된다. 공작소관은 딸기잎 여덟 개, 후작소관은 딸기잎 네 개에 진주 네 개(실제 진주는 아니고 은구슬이다), 백작소관은 딸기잎 여덟 개에 진주 여덟 개, 자작소관은 진주만 열여섯 개, 남작소관은 진주만 여섯 개다.
| 잉글랜드 국왕관 (에드워드 참회왕의 관) | 스코트인의 왕관     | 잉글랜드 국왕관 튜더 관        | 인도 제관                      |
| 왕위계승자                             |                     |                                |                                |
| 국왕의 자식.                           | 왕위계승자의 자식.  | 왕위계승자가 아닌 왕자의 자식. | 왕위계승자가 아닌 왕녀의 자식. |
| 공작                                   | 후작                | 백작                           | 자작                           |
| 남작                                   | 스코틀랜드 봉건남작 | 미주 왕당파 군사소관 (캐나다)  | 미주 왕당파 민사소관 (캐나다)  |

## 대륙식 용법

### 안도라
|             |
| 안도라 대공 |

### 불가리아
|             |               |
| 국왕 (차르) | 왕비 (차리차) |

### 프랑스
|      |      |      |
| 수도 | 주도 | 코뮌 |

#### 앙시앵 레짐
| 프랑스 국왕 (1500년대 이후) | 프랑스 왕세자 | 프랑스의 아들들 | 혈통친왕  |
| 대공작                      | 일반 공작     | 대후작          | 일반 후작 |
| 대백작                      | 일반 백작     | 백작 (구식)     | 자작      |
| 주교대리                    | 남작          | 기사 소관       | 기사 화관 |

#### 나폴레옹 제국
|                |                |                             |                                |            |
| 황제 (제1제국) | 황제 (제2제국) | 주권친왕 (Prince Souverain) | 친왕 (Prince)                  | 공작 (Duc) |
|                |                |                             |                                |            |
| 백작 (Comte)   | 남작 (Baron)   | 기사 (Chevalier)            | 보넷 도뇌르 (Bonnet d'honneur) |            |

#### 7월 왕정
|               |
| 프랑스인의 왕 |

### 조지아
|                                     |
| 조지아의 왕관, 속칭 "이베리아의 관" |

### 독일어권

#### 신성로마제국
|                          |                          |                    |                        |
| 신성로마황제 제관 (구식) | 신성로마황제 제관 (신식) |                    |                        |
|                          |                          |                    |                        |
| 로마왕 왕관 (가장 구식)  | 로마왕 왕관 (구식)       | 로마왕 왕관 (신식) |                        |
|                          |                          |                    |                        |
| 보헤미아 국왕관          | 대공모                   |                    |                        |
|                          |                          |                    |                        |
| 선제후모 (가장 구식)     | 선제후모 (구식)          | 선제후모 (신식)    |                        |
|                          |                          |                    |                        |
| 슈타이어마르크 공작모    | 공작관                   |                    |                        |
|                          |                          |                    |                        |
| 후작모                   | 후작관                   | 방백작관           | 공자관 (공작의 후계자) |
|                          |                          |                    |                        |
| 백작관 (구식)            | 백작관 (신식)            | 남작관 (구식)      | 남작관 (신식)          |
|                          |                          |                    |                        |
| 평귀족관 (구식)          | 평귀족관 (신식)          |                    |                        |

#### 리히텐슈타인
|                   |
| 리히텐슈타인 후작 |

#### 오스트리아
|                 |                 |                              |                              |        |          |
| 황제관          |                 |                              |                              |        |          |
|                 |                 |                              |                              |        |          |
| 헝가리 사도왕관 | 보헤미아 국왕관 |                              |                              |        |          |
|                 |                 |                              |                              |        |          |
| 대공관          | 대공모          | 슈타이어마르크 공작모 (구식) | 슈타이어마르크 공작모 (신식) | 후작모 |          |
|                 |                 |                              |                              |        |          |
| 공작관          | 변경백작관      | 백작관                       | 자작관                       | 남작관 | 평귀족관 |

#### 독일 제국
|                 |                 |                     |
| 황제            | 황후            | 황태자              |
|                 |                 |                     |
| 프로이센 국왕관 | 바이에른 국왕관 | 뷔르템베르크 국왕관 |

### 그리스
|             |
| 헬라인의 왕 |

### 이탈리아어권

#### 중세
| 중세 이탈리아 왕국의 귀족관은 #신성로마제국 참조 | 중세 이탈리아 왕국의 귀족관은 #신성로마제국 참조 | 중세 이탈리아 왕국의 귀족관은 #신성로마제국 참조 |
| ------------------------------------------------ | ------------------------------------------------ | ------------------------------------------------ |
|                                                  |                                                  |                                                  |
| 랑고바르드의 철관                                | 베네치아의 도제                                  | 제노바의 도제                                    |

#### 나폴리, 시칠리아
|             |                          |      |
| 나폴리 국왕 | 왕세자 (칼라브리아 공작) | 왕자 |

#### 근세
|               |                 |                             |        |
| 산마리노의 관 | 토스카나 대공관 | 나폴레옹 1세의 이탈리아왕관 | 교황관 |

#### 통일 이탈리아 왕국
|               |                        |                  |        |
| 국왕          | 왕세자 (피에몬트 후작) | 왕자             | 친왕   |
|               |                        |                  |        |
| 공작          | 변경백                 | 백작             | 자작   |
|               |                        |                  |        |
| 남작          | 대부 (Signore)         | 기사             | 평귀족 |
|               |                        |                  |        |
| 현(provincia) | 시(Città)              | 기초단체(comune) |        |

### 저지대 국가

#### 네덜란드
|                    |                |                      |                   |
| 국왕               | 왕자, 왕녀     | 왕손자, 왕손녀       | 대공 (Prins)      |
|                    |                |                      |                   |
| 공작 (Hertog)      | 후작 (Markies) | 백작 (Graaf)         | 백작 (다른 형태)  |
|                    |                |                      |                   |
| 성관백 (Burggraaf) | 남작 (Baron)   | 세습기사 (Erfridder) | 평귀족 (Jonkheer) |

#### 벨기에
|             |             |             |                  |
| 왕실 구성원 | 대공 (신식) | 대공 (구식) | 공작             |
|             |             |             |                  |
| 후작        | 백작        | 백작 (구식) | 백작 (가장 구식) |
|             |             |             |                  |
| 자작        | 남작        | 남작 (구식) | 세습기사         |

#### 룩셈부르크
|                 |
| 룩셈부르크 대공 |

### 모나코
|               |
| 모나코의 군주 |

### 폴란드-리투아니아
|      |      |      |      |        |
|      |      |      |      |        |
| 국왕 | 대공 | 공작 | 후작 | 변경백 |
| 백작 | 남작 | 기사 | 훈사 | 평귀족 |

### 포르투갈어권

#### 포르투갈
|      |        |                    |               |      |
| 국왕 | 왕세자 | 프린시페 다 베이라 | 왕자 (인판테) |      |
|      |        |                    |               |      |
| 공작 | 후작   | 백작               | 자작          | 남작 |

#### 브라질
|      |        |      |      |
| 황제 | 황태자 | 황자 | 공작 |
|      |        |      |      |
| 후작 | 백작   | 자작 | 남작 |

### 스페인어권

#### 스페인
|                                           |                                               |                                 |                                          |      |
| 스페인, 카스티야 국왕 (국장용)            | 스페인, 카스티야 국왕 (왕실 문장용)           | 아라곤, 카탈루냐, 발렌시아 국왕 |                                          |      |
|                                           |                                               |                                 |                                          |      |
| 스페인, 카스티야 왕세자 (아스투리아스 공) | 아라곤, 카탈루냐, 발렌시아 왕세자 (기로나 공) | 스페인, 카스티야 왕자 (인판테)  | 아라곤, 카탈루냐, 발렌시아 왕자 (인판테) |      |
|                                           |                                               |                                 |                                          |      |
| 대귀족                                    | 공작                                          | 후작                            | 백작                                     |      |
|                                           |                                               |                                 |                                          |      |
| 자작                                      | 남작                                          | 세뇨르                          | 이달고                                   | 기사 |

#### 멕시코
|                  |                  |
| 황제관 (제1제국) | 황제관 (제2제국) |

### 루마니아
|                                     |
| 루마니아 국왕관 (루마니아의 강철관) |

### 러시아
|                 |             |                   |        |
| 전러시아의 황제 | 핀란드 대공 | 모노마흐의 털모자 | 공후   |
|                 |             |                   |        |
| 백작            | 남작        | 남작 (다른 형태)  | 평귀족 |

### 북유럽

#### 덴마크
| 국왕 | 왕세자 | 왕자 | 공작   |
| 후작 | 백작   | 남작 | 평귀족 |

#### 노르웨이
|               |                |                |        |      |
| 국왕의 문장관 | 국왕의 실제 관 | 왕비의 실제 관 | 왕세자 | 공작 |
|               |                |                |        |      |
| 후작          | 백작           | 남작           | 평귀족 |      |

#### 스웨덴
| 국왕 | 왕세자 | 공작   |
| 백작 | 남작   | 평귀족 |

### 세르비아
|                     |
| 유고슬라비아 국왕관 |

## 비유럽식 용법

### 이집트
|  | 부왕 (1914년 이전) 및 술탄 (1914년-1922년) |
|  | 국왕 (1922년-1953년)                       |

### 요르단
|  | 요르단 국왕 |

### 태국
|  | 국왕의 파라마하피차이몽쿠트 |
|  | 왕자의 파라키아우           |

### 기타
| 에티오피아 제관 | 하와이 왕관 | 카자르 왕조 페르시아 샤의 관 | 팔라비 왕조 페르시아 샤의 관 |
| 타히티 왕관     | 통가 왕관   | 콩고 공화국의 가지관         |                              |

## 천주교회

교황관
총대주교
추기경
관구장 주교
대주교
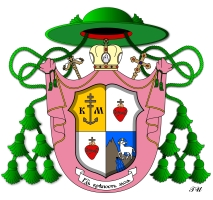
동방 가톨릭교회 대수도원장
사도좌 서기관
영예 대수도원장
성하 전속사제
주교
수도원장
신부

## 같이 보기
- 왕관
- 제관
- 관
- 소관
- 티아라